# 26 марта
26 марта — 85-й день года (86-й в високосные годы) по григорианскому календарю.
До конца года остаётся 280 дней.
До 15 октября 1582 года — 26 марта по юлианскому календарю, с 15 октября 1582 года — 26 марта по григорианскому календарю.
В XX и XXI веках соответствует 13 марта по юлианскому календарю.

## Праздники и памятные дни

### Национальные
- Бангладеш — День независимости.
- Вьетнам — День молодёжи.
- США, Гавайские острова — День Кухио.
- Украина — День Национальной гвардии Украины.

### Религиозные

#### Католицизм
- Память мученика Эммануэля[англ.] (304);
- память Фелиситы Падуйской[англ.];
- память святой Лариссы (375);
- память святого Браулио Сарагосского;
- память святого Людгера (809);
- память мученицы Маргарет Клитроу (1586).

#### Православие[2][3][4][5]

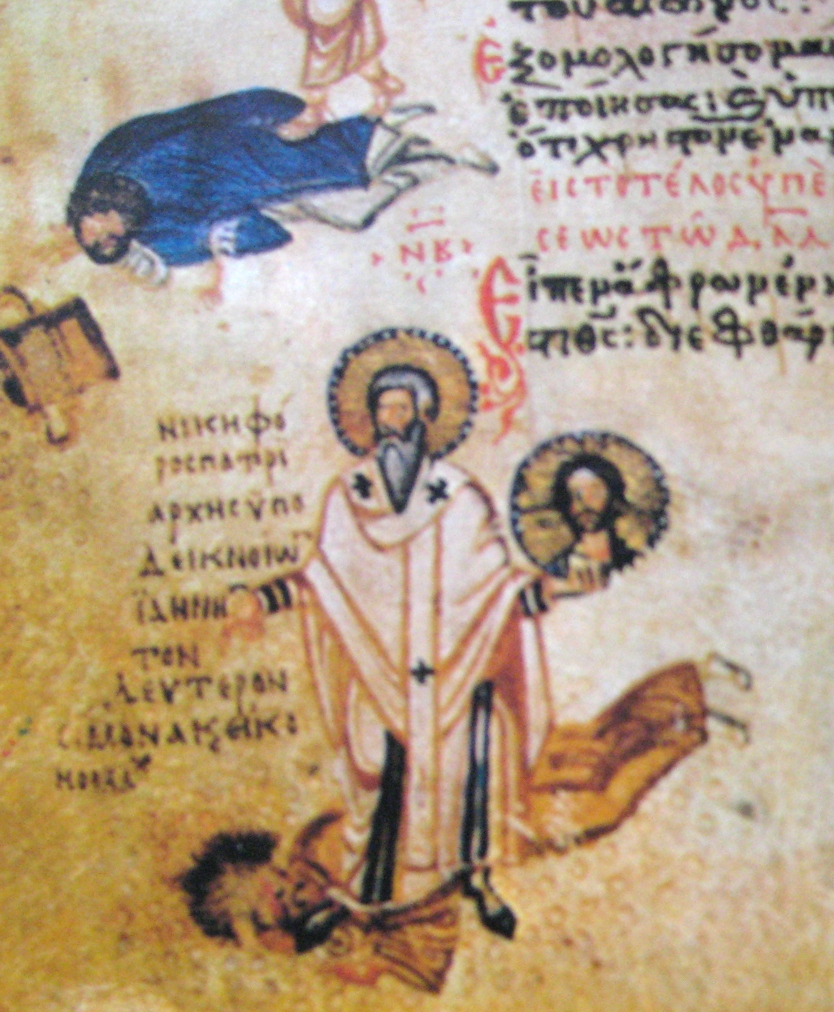
Патриарх Никифор попирает иконоборца

- Перенесение мощей святителя Никифора, патриарха Константинопольского (846 год);
- память мученика Савина Ермопольского (Египетского) (287 год);
- память мучеников Африкана, Публия и Терентия (III век);
- память мученика Александра Пиднского (305—311)[6];
- память мученицы Христины Персидской (IV век);
- память преподобного Анина Халкидонского, пресвитера;
- память священномученика Николая Попова, пресвитера (1919 год);
- память священномученика Григория Поспелова, пресвитера (1921 год);
- память священномученика Михаила Околовича, пресвитера (1938 год);
- Молдавской иконы Божией Матери.

### Именины
- Католические: Лариса, Людгер, Маргарита, Фелисита/Фелицита, Эммануэль.
- Православные: Александр, Анин, Африкан, Григорий, Кристина, Михаил, Никифор, Николай, Публий,  Савин, Терентий[2][3].

## События
См. также: Категория:События 26 марта

### До XIX века
- 1351 — в Бретани состоялась «Битва тридцати» в ходе Столетней войны.
- 1668 — Англия получила контроль над Бомбеем.
- 1713 — Испания наделила Британию исключительным правом на работорговлю в американских владениях Испании.
- 1776 — появилась первая Конституция Южной Каролины.
- 1787 — Екатерина II, находясь в Киеве, повелела отчеканить медаль в честь её визита на юг России.

### XIX век
- 1807 — сформирован Дворянский волонтёрный корпус, образованный для краткого военного обучения дворян, достигших 16-летнего возраста. В 1859 году корпус был переименован в училище, с 1894 года именовался Константиновским артиллерийским училищем.
- 1812 — в Великий четверг землетрясением на 90 % разрушен Каракас, около 20 тыс. погибших.
- 1828 — Франц Шуберт дал свой единственный публичный концерт.
- 1830 — издана Книга Мормона.
- 1837 — в Санкт-Петербурге в помещении Общества поощрения художеств состоялся первый розыгрыш первой в России художественной беспроигрышной лотереи.
- 1839 — в Хенли-на-Темзе была учреждена ежегодная гребная регата.
- 1845 — в США запатентован медицинский пластырь.
- 1848 — Николай I издал «Манифест» в связи с революцией в Париже и революционном мятежом в Вене: «Россия, бастион Европы, не поддаётся революционным влияниям».
- 1851 — в Костроме открыт памятник Ивану Сусанину.
- 1857 — в Москве основан завод братьев Бромлей (ныне завод «Красный пролетарий»).
- 1871 — избран совет Парижской коммуны.
- 1872 — в России выпущена первая почтовая карточка.
- 1881 — Молдавия и Валахия преобразованы в Королевство Румыния.

### XX век
- 1903 — «Златоустовская бойня» — расстрел царскими войсками бастующих рабочих в Златоусте.
- 1906 — начались выборы в I Государственную думу.
- 1908 — на острове Принца Эдуарда (Канада) запрещены все автомобили.
- 1912 — создан первый в русской мультипликации кукольный фильм «Прекрасная Люканида, или Война усачей с рогачами» (автор В. А. Старевич).
- 1913 — Первая Балканская война: болгарские войска взяли Адрианополь.
- 1917
  - Из ссылки на Украину вернулся историк и политик Михаил Грушевский.
  - первая битва за Газу в Палестине в ходе Первой мировой войны.
- 1921 — спущена на воду канадская шхуна «Блюноус», которая ныне изображена на канадских 10 центах.
- 1928 — Совнарком СССР постановил увеличить число исправительно-трудовых колоний.
- 1931 — основана швейцарская авиакомпания Swissair.
- 1934 — в Британии введены экзамены на вождение автомобиля.
- 1941 — учреждение Сталинских премий (позже переименованных в Государственные).
- 1944 — Великая Отечественная война: выход советских войск к границе СССР в районе реки Прут
- 1945 — Вторая мировая война: взятие американской армией японского острова Иводзима.
- 1948 — введение США эмбарго на торговлю так называемыми стратегическими товарами с социалистическими странами.
- 1953
  - Американский врач Джонас Эдвард Солк объявил об успешном испытании вакцины против полиомиелита.
  - Лаврентий Берия представил в Президиум ЦК проект амнистии, согласно которому подлежало немедленному освобождению около половины людей, находящихся в заключении. На следующий день проект был утверждён Президиумом ЦК.
- 1954 — опубликовано заявление правительства СССР о признании полного суверенитета ГДР.
- 1956
  - В СССР отпуск по беременности увеличен с 77 до 112 дней.
  - Подписано соглашение о создании в Дубне Объединённого института ядерных исследований.
- 1958 — осуществлён запуск американского искусственного спутника Земли «Эксплорер-3» с целью изучения излучения Земли и микрометеоритов.
- 1960 — учреждён новый футбольный турнир — Кубок обладателей Кубков европейских стран. Советские клубы добились наибольших успехов именно в этом турнире, трижды победив в нём.
- 1966 — пират Исабело Майор и ещё 7 человек из его банды предстали перед судом, и все были приговорены к пожизненному заключению.
- 1971
  - Группа Emerson, Lake & Palmer во время выступления в Ньюкасле записала свою интерпретацию «Картинок с выставки» Мусоргского. Выпущенный альбом достиг третьего места в английском хит-параде.
  - Провозглашена Республика Бангладеш.
- 1973 — первые женщины допущены в зал Лондонской фондовой биржи.
- 1975
  - В Лондоне прошла премьера фильма Кена Рассела «Томми», поставленного по рок-опере группы The Who.
  - Вступила в силу Конвенция о биологическом оружии.
- 1976 — президент Анвар Садат запретил заход советских военных кораблей в египетские порты.
- 1979 — премьер-министр Израиля Менахем Бегин и президент Египта Анвар Садат подписали Египетско-израильский мирный договор после двух лет переговоров.
- 1981 — основана Социал-демократическая партия Великобритании.
- 1982 — в Вашингтоне началось строительство Мемориала ветеранов войны во Вьетнаме (открылся в ноябре 1984 года).
- 1986 — в газете New York Times опубликована статья, обвинявшая Курта Вальдхайма, бывшего Генерального секретаря ООН и кандидата в президенты Австрии, в участии в военных преступлениях нацистов во время Второй мировой войны.
- 1989 — выборы народных депутатов СССР, первые частично свободные выборы высшего органа власти в истории СССР.
- 1995 — в семи странах ЕС вступили в силу Шенгенские соглашения об отмене паспортного контроля на границах.
- 1996 — Международный валютный фонд выделил России кредит на 6,9 млрд долларов — самый большой кредит в истории МВФ.
- 1999 — зафиксировано появление червя «Мелисса», поразившего за короткое время сотни тысяч компьютеров во всём мире.
- 2000 — 47-летний Владимир Путин впервые избран президентом России.

### XXI век
- 2001 — представители правящего в Афганистане движения «Талибан» показали журналистам две разрушенные гигантские статуи Будды, высеченные в скалах в провинции Бамиан.
- 2010 — гибель корвета «Чхонан» в Жёлтом море, 46 погибших.
- 2017 — начало массовых акций против коррупции в России, инициированных Алексеем Навальным и прошедших более чем в 80 городах России.

## Родились
См. также: Категория:Родившиеся 26 марта

### До XIX века
- 1483 — Рафаэль Санти (другие возможные даты рождения — 28 марта или 6 апреля; ум. 1520), итальянский живописец, график и архитектор.
- 1516 — Конрад Геснер (ум. 1565), швейцарский учёный-энциклопедист, автор пятитомного труда «История животных».
- 1537 — Тоётоми Хидэёси (по другим данным 6 февраля 1536; ум. 1598), японский военный и политический деятель, объединитель Японии.
- 1698 — Прокоп Дивиш (наст. имя Вацлав Дивишек; ум. 1765), чешский священник, теолог и учёный, изобретатель молниеотвода.
- 1709 — Василий Адодуров (или Ададуров; ум. 1780), русский филолог, математик, учитель Ломоносова и Екатерины II.
- 1753 — Бенджамин Рамфорд (ум. 1814), англо-американский учёный и изобретатель, член Лондонского королевского общества.
- 1794 — Юлиус Шнорр фон Карольсфельд (ум. 1872), немецкий художник-романтик.

### XIX век
- 1815 — Густав Рюмелин (ум. 1889), немецкий политик, педагог, статистик.
- 1832
  - Мишель Бреаль (ум. 1915), французский лингвист и историк.
  - Беренд Вильгельм Феддерсен (ум. 1918), немецкий физик.
- 1842 — Александр Сент-Ив д’Альвейдр (ум. 1909), французский оккультист, маркиз.
- 1849 — Арман Пежо (ум. 1915), французский автопромышленник, основатель фирмы Peugeot.
- 1859 — Альфред Эдуард Хаусман (ум. 1936), английский поэт.
- 1868 — Ахмад Фуад I (ум. 1936), султан (с 1917), а затем Король Египта и Судана (с 1922).
- 1874 — Роберт Фрост (ум. 1963), американский поэт, четырежды лауреат Пулитцеровской премии.
- 1875 — Ли Сын Ман (ум. 1965), политик, государственный деятель и первый президент Республики Корея (1948—1960).
- 1876 — Вильгельм Вид (ум. 1945), первый и единственный князь Албании (в 1914).
- 1880 — Александр Богомазов (ум. 1930), украинский советский художник-авангардист.
- 1884 — Вильгельм Бакхауз (ум. 1969), немецкий пианист.
- 1893 — Пальмиро Тольятти (ум. 1964), генеральный секретарь Итальянской компартии, деятель международного рабочего движения.
- 1898 — Рудольф Дасслер (ум. 1974), немецкий предприниматель, основатель фирмы по производству спортивных товаров Puma, старший брат основателя фирмы Adidas Адольфа Дасслера.

### XX век
- 1901 — Александр Колобаев (ум. 1980), театральный актёр, народный артист РСФСР.
- 1904
  - Джозеф Кэмпбелл (ум. 1987), американский исследователь древних мифов.
  - Эмилио Фернандес (ум. 1986), мексиканский кинорежиссёр, актёр и сценарист.
- 1907 — Вильо Вестеринен (ум. 1961), финский аккордеонист и композитор.
- 1908
  - Сергей Сартаков (ум. 1993), русский советский писатель, лауреат Государственной премии СССР.
  - Франц Штангль (ум. 1971), нацистский военный преступник, гауптштурмфюрер СС, комендант лагерей смерти Собибор и Треблинка.
- 1911
  - Бернард Кац (ум. 2003), английский биофизик и физиолог, нобелевский лауреат по физиологии или медицине (1970).
  - Джон Лэнгшо Остин (ум. 1960), английский философ языка.
  - Теннесси Уильямс (наст. имя Томас Ланир Уильямс III; ум. 1983), американский писатель, драматург лауреат Пулитцеровской премии.
- 1913 — Пал Эрдёш (ум. 1996), венгерский математик, один из самых продуктивных математиков XX века.
- 1914 — Уильям Уэстморленд (ум. 2005), американский генерал, в 1964—1968 главнокомандующий войсками США во Вьетнаме.
- 1915 — Йозеф Стеглик (ум. 1991), чехословацкий лётчик-ас, участник Второй мировой войны.
- 1916 — Кристиан Бемер Анфинсен (ум. 1995), американский биохимик, лауреат Нобелевской премии по химии (1972).
- 1918 — Пётр Пашкевич (ум. 1997), советский художник кино, народный художник РСФСР.
- 1920 — Жан Бенган[фр.] (ум. 2012), бельгийский папиролог и эпиграфист.
- 1925 — Пьер Булез (ум. 2016), французский композитор и дирижёр.
- 1930
  - Грегори Корсо (ум. 2001), американский поэт и художник, один из ключевых представителей битников.
  - Сандра Дэй О’Коннор (ум. 2023), первая женщина в Верховном суде США.
  - Лолита Торрес (урожд. Беатрис Мариана Торрес Ириарте; ум. 2002), аргентинская актриса и певица.
- 1931 — Леонард Нимой (ум. 2015), американский актёр, кинорежиссёр, поэт и фотограф.
- 1933 — Тинто Брасс (наст. имя Джованни Брасс), итальянский кинорежиссёр («Все леди делают это», «Подглядывающий» и др.).
- 1934 — Алан Аркин (ум. 2023), американский актёр, лауреат премий «Золотой глобус», «Оскар» и BAFTA.
- 1935 — Махмуд Аббас, палестинский политик, председатель движения ФАТХ, с 2013 г. президент Государства Палестина.
- 1938
  - Яна Главачова (ум. 2024), чешская и чехословацкая актриса, театральный педагог. Заслуженная артистка Чехословакии (1985), Народная артистка Чехословакии (1988).
  - Алексей Петренко (ум. 2017), актёр театра и кино, народный артист РСФСР.
- 1940 — Джеймс Каан (ум. 2022), американский актёр кино и телевидения.
- 1941 — Ричард Докинз, английский этолог, эволюционный биолог, критик креационизма и разумного замысла.
- 1944 — Дайана Росс, американская певица, автор песен, актриса, музыкальный продюсер.
- 1945 — Михаил Воронин (ум. 2004), советский гимнаст, двукратный олимпийский чемпион (1968) и чемпион мира (1966).
- 1946
  - Владимир Пресняков (старший), композитор, певец и музыкант, участник ВИА «Самоцветы», заслуженный артист России.
  - Людмила Титова, заслуженный мастер спорта по конькобежному спорту, олимпийская чемпионка (1968).
- 1948 — Стивен Тайлер (при рожд. Стивен Виктор Талларико), американский музыкант и автор песен, вокалист и лидер рок-группы «Aerosmith».
- 1949 — Патрик Зюскинд, немецкий писатель и киносценарист.
- 1950 — Алан Сильвестри, американский композитор, автор музыки для кино, лауреат премий «Эмми» и «Грэмми».
- 1951 — Алексей Булдаков (ум. 2019), советский и российский актёр театра, кино и дубляжа, народный артист РФ.
- 1952 — Дидье Пирони (погиб в 1987), французский автогонщик, вице-чемпион мира в классе «Формула-1» (1982).
- 1956 — Татьяна Кочергина (Макарец), советская гандболистка, двукратная олимпийская чемпионка.
- 1957 — Ширин Нешат, иранская и американская художница.
- 1958 — Элио де Анджелис (погиб в 1986), итальянский автогонщик, пилот «Формулы-1».
- 1960 — Дженнифер Грей, американская теле- и киноактриса («Грязные танцы» и др.).
- 1962
  - Юрий Гидзенко, российский космонавт.
  - Андрей Лавров, советский и российский гандболист, вратарь, трёхкратный олимпийский чемпион, чемпион мира (дважды) и Европы.
  - Джон Стоктон, американский баскетболист, двукратный олимпийский чемпион.
- 1964 — Стаффан Ульссон, шведский гандболист, трёхкратный призёр Олимпийских игр.
- 1966 — Майкл Империоли, американский актёр («Клан Сопрано» и др.), лауреат премии «Эмми».
- 1967 — Александра Гонен, актриса кино, театра, и телевидения.
- 1970
  - Паул Босвелт, нидерландский футболист и тренер.
  - Юрий Деркач, российский театральный актёр, режиссёр и актёр дубляжа.
  - Мартин Макдонах, британо-ирландский кинорежиссёр, сценарист, продюсер, драматург, лауреат «Оскара» и др. наград.
- 1972 — Аркадий Дворкович, российский экономист, государственный деятель, президент ФИДЕ.
- 1973 — Ларри Пейдж, американский программист, разработчик и сооснователь поисковой системы Google.
- 1974
  - Майкл Пека, канадский хоккеист, олимпийский чемпион (2002).
  - Ирина Спырля, румынская теннисистка, бывшая седьмая ракетка мира.
- 1976 — Эми Смарт, американская актриса и бывшая фотомодель.
- 1979 — Пьер Воме, камерунский футболист, олимпийский чемпион (2000).
- 1981 — Данис Зарипов, российский хоккеист, трёхкратный чемпион мира.
- 1982 — Микель Артета, испанский футболист, тренер.
- 1985
  - Мэттью Гриверс, американский пловец, 4-кратный олимпийский чемпион, 7-кратный чемпион мира.
  - Кира Найтли, английская актриса кино телевидения и озвучивания.
- 1989 — Симон Кьер, датский футболист.
- 1990
  - Ромен Саисс, марокканский футболист.
  - Карли Чайкин, американская актриса.
- 1993 — Анастасия Кожевникова, украинская певица, бывшая солистка группы «ВИА Гра».
- 1994 — Фрея Тингли, австралийская актриса кино и телевидения.
- 2000 — Нина Дервал, бельгийская гимнастка, олимпийская чемпионка.

## Скончались

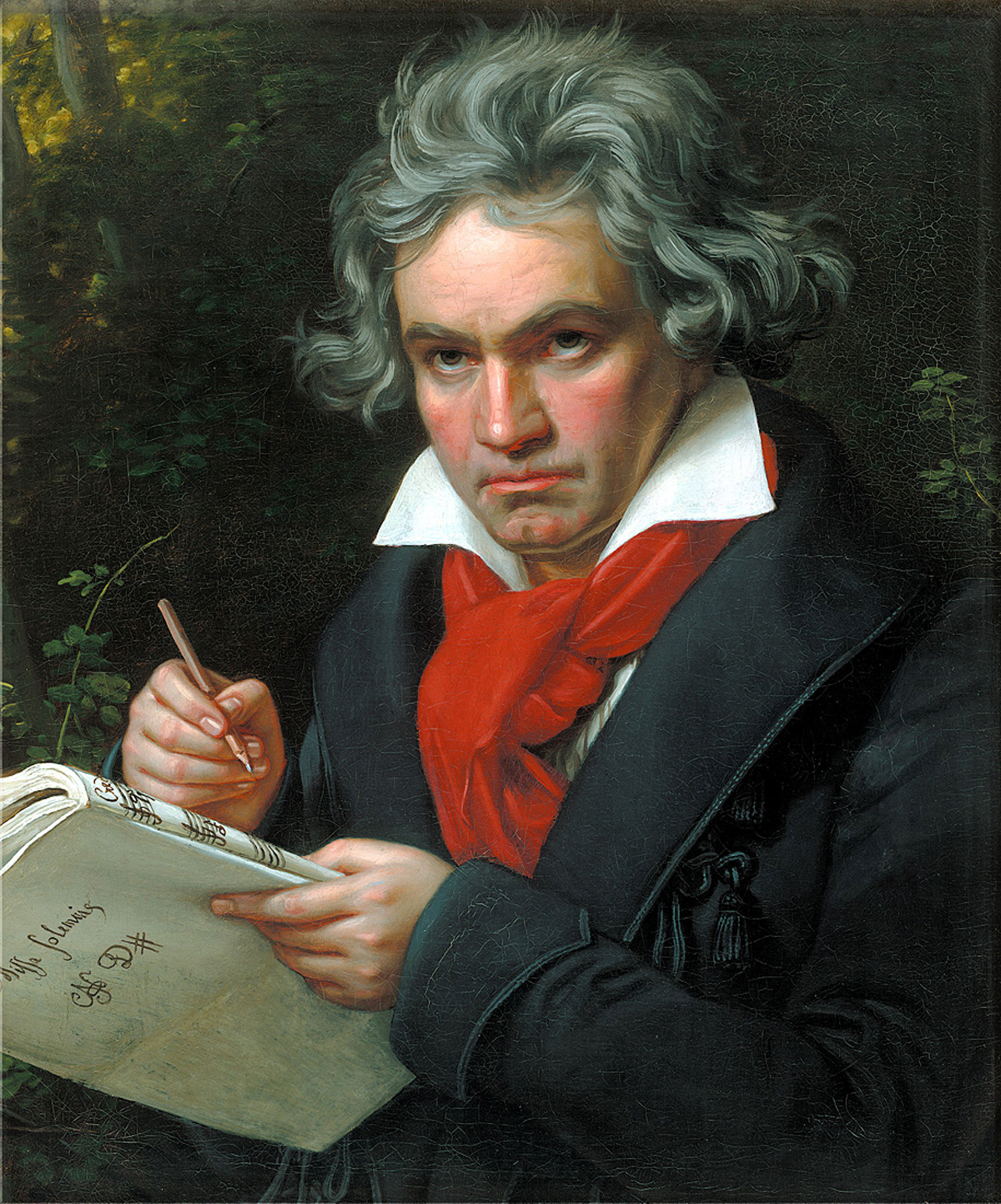
Людвиг ван Бетховен

См. также: Категория:Умершие 26 марта

### До XIX века
- 1350 — Альфонс XI (р. 1311), король Кастилии и Леона (с 1312).
- 1527 — Джованни ди Никколо Мансуэти (р. 1465), итальянский художник эпохи Возрождения.
- 1609 — Джон Ди (р. 1527), английский математик и географ, королевский астролог.
- 1649 — Джон Уинтроп (р. 1588), американский государственный и политический деятель, автор одной из первых американских хроник.
- 1720 — Пьетро Гварнери (р. 1655), итальянский мастер по изготовлению смычковых музыкальных инструментов.
- 1726 — Джон Ванбру (р. 1664), английский драматург и архитектор.
- 1737 — Вахтанг VI (р. 1675), царь Картли (1711—1714 и 1716—1724).
- 1797 — Джеймс Хаттон (р. 1726), шотландский естествоиспытатель, геолог, физик и химик.

### XIX век
- 1804 — Фаркаш Вольфганг Кемпелен (р. 1734), венгерский инженер и изобретатель.
- 1814
  - Николай Архаров (р. 1742), обер-полицмейстер Москвы, Московский губернатор (1781—1784), генерал-губернатор Тверского и Новгородского наместничеств (1785—1796), Санкт-Петербургской губернии (1796—1797).
  - Жозеф Гильотен (р. 1738), французский врач и политик; его именем названа гильотина.
- 1827 — Людвиг ван Бетховен (р. 1770), немецкий композитор, дирижёр и пианист, один из трёх «венских классиков».
- 1870 — Михал Годжа (р. 1811), словацкий писатель, проповедник, руководитель словацкого восстания против венгров.
- 1892 — Уолт Уитмен (р. 1819), американский поэт и публицист.
- 1898 — Пётр Капнист (р. 1830), русский писатель, драматург, поэт.

### XX век
- 1902 — Сесил Джон Родс (р. 1853), рождённый в Англии южноафриканский политик и предприниматель.
- 1915 — Константин Иванов (р. 1890), чувашский поэт («Нарспи», «Вдова», «Раб дьявола» и др.).
- 1918 — Цезарь Кюи (р. 1835), русский композитор, член «Могучей кучки», музыкальный критик, учёный в области фортификации, инженер, генерал.
- 1923 — Сара Бернар (р. 1844), французская актриса еврейского происхождения.
- 1940
  - Спиридон Луис (р. 1873), греческий легкоатлет, первый олимпийский чемпион в марафонском беге (1896).
  - Юлий Шокальский (р. 1856), российский и советский океанограф, в 1917—1931 гг. президент Географического общества СССР.
- 1945
  - Дэвид Ллойд Джордж (р. 1863), премьер-министр Великобритании (1916—1922).
  - Сабир Рахимов (р. 1902) советский военачальник, комдив, гвардии генерал-майор, Герой Советского Союза.
  - Борис Шапошников (р. 1882), советский военачальник и военный теоретик, Маршал Советского Союза.
- 1947 — Яков Федоренко (р. 1896), советский военачальник, маршал бронетанковых войск, четырёхкратный кавалер ордена Ленина.
- 1957 — Эдуар Эррио (р. 1872), французский политический и государственный деятель, писатель, историк, публицист, академик.
- 1959 — Рэймонд Чандлер (р. 1888), американский писатель-реалист и критик, автор детективных романов, повестей и рассказов.
- 1968 — Хрисанф Херсонский (р. 1897), советский сценарист, критик, драматург и прозаик.
- 1973
  - Михаил Калатозов (р. 1903), кинорежиссёр, сценарист, кинооператор, народный артист СССР.
  - Ноэл Пирс Кауард (р. 1899), английский драматург, композитор, театральный режиссёр и актёр.
- 1980 — Ролан Барт (р. 1915), французский философ и литературовед.
- 1983 — Энтони Блант (р. 1907), английский искусствовед и советский разведчик.
- 1987 — Ойген Йохум (р. 1902), немецкий дирижёр.
- 1989 — Марис Лиепа (р. 1936), артист балета, народный артист СССР.
- 1993
  - Тофик Бахрамов (р. 1926), советский и азербайджанский футбольный судья.
  - Рубен Файн (р. 1914), американский шахматист, гроссмейстер, шахматный теоретик, литератор, психолог.
  - Анатолий Яцков (р. 1913), советский разведчик, сотрудник органов госбезопасности.
- 1995
  - Eazy-E (наст. имя Эрик Линн Райт; р. 1963), американский рэп-исполнитель.
  - Евгений Аксёнов (р. 1933), советский и российский астроном.
  - Владимир Максимов (р. 1930), русский писатель, поэт, публицист, эмигрант.
- 1996 — Дэвид Паккард (р. 1912), американский бизнесмен, один из создателей фирмы Hewlett-Packard.
- 1998 — Николай Дубинин (р. 1907), советский и российский генетик, академик, Герой Социалистического Труда.

### XXI век
- 2002 — Николай Севрюгин (р. 1939), глава Тульской области (1991—1997).
- 2005 — Клара Лучко (р. 1925), киноактриса, народная артистка СССР.
- 2007 — Михаил Ульянов (р. 1927), актёр театра и кино, народный артист СССР, Герой Социалистического Труда.
- 2008 — Анатолий Азольский (р. 1930), русский советский писатель.
- 2011
  - Александр Барыкин (р. 1952), советский и российский рок-музыкант, композитор, певец.
  - Диана Уинн Джонс (р. 1934), британская писательница, автор фантастических романов.
- 2013 — Николай Сорокин (р. 1952), советский и российский актёр театра и кино, театральный режиссёр, педагог, народный артист РФ.
- 2014 — Хина Пельон (p. 1926), кубинская художница и поэтесса.
- 2015 — Юрий Трофимов (р. 1940), советский и российский художник-мультипликатор, режиссёр мультфильмов, художник кино.
- 2018
  - Сергей Мавроди (р. 1955), российский предприниматель, основатель АО «МММ».
  - Ксения Мяло (р. 1936), советский и российский политолог, культуролог, публицист, общественный деятель.
- 2024
  - Герхард Гепп (р. 1940), австрийский живописец, график, иллюстратор, карикатурист.
  - Ричард Серра (р. 1938), американский скульптор.
- 2025 — Алексей Весёлкин (р. 1961), советский и российский актёр, теле- и радиоведущий, шоумен.

## Приметы
- Туманы в этот день предвещают дождливое лето.
- Если весна красными днями сгоняет снег — родится хлеб.
- Если первым из перелётных птиц прилетит жаворонок, значит быть теплу, а вот коли зяблик — будет холодная погода[7][неавторитетный источник].